# Ходяківка
Ходяківка (рос. Ходяковка) — присілок в Глушковському районі Курської області Російської Федерації.
Населення становить 201 особу. Входить до складу муніципального утворення Сухиновська сільрада.

## Історія
Населений пункт розташований на території українського етнічного та культурного краю Східна Слобожанщина.
Від 2004 року входить до складу муніципального утворення Сухиновська сільрада.

## Населення
| 2002 | 2010 |
| ---- | ---- |
| 263  | ↘201 |